# Air Component Command
Das Air Component Command (ACC) ist eine Kommandobehörde der Luftwaffe und dem Kommando Luftwaffe unterstellt. Eine ihrer Hauptaufgaben ist die Bereitstellung eines Kernstabes für einen Gefechtsstand zur Führung von Luftstreitkräften im Einsatz.
Kernbestandteile des bis Anfang 2025 als Zentrum Luftoperationen der Luftwaffe (ZentrLuftOp) bezeichneten Kommandos gingen aus dem schon am Standort beheimateten und zum 30. Juni 2013 aufgelösten Kommando Operative Führung Luftstreitkräfte hervor. Das Air Component Command ist auf die Standorte Kalkar (Von-Seydlitz-Kaserne), Uedem (Luftverteidigungs-Anlage Uedem) und Münster (Geoinformationszentrum der Luftwaffe) verteilt.

## Auftrag
Das ACC hat den Auftrag, die mit dem CAOC Uedem kolozierte Operationszentrale der Luftwaffe (OPZLw) zu betreiben, sowie einsatzbezogene Führungsaufgaben der Luftwaffe zur Führung von Luftstreitkräften auf taktischer Ebene zu bündeln.
Weiterhin hat das Kommando den Auftrag, die Kernfunktionen eines multinationalen Luftwaffengefechtsstands zur Führung von Luftstreitkräften bereitzustellen. Dieses sogenannte Joint Force Air Component Headquarters (JFAC HQ) plant und führt den Einsatz von Luftstreitkräften, die durch mehrere Nationen bedarfsgerecht zusammengestellt wurden, beispielsweise im Rahmen der NATO Response Force (NRF) oder European Battle Group (EU BG). Im Zuge der Umorganisation vom ZentrLuftOp in das ACC wird das zuvor nur bei Bedarf aktivierte JFAC seit 2025 dauerhaft als Standing JFAC HQ betrieben. Temporäre Aktivierungen als JFAC HQ (DEU) erfolgten zuvor in den Jahren 2012 (damals aus dem Kommando Operative Führung Luftstreitkräfte heraus), 2018 und 2023, letztere im Rahmen der Übung Air Defender 23. Das JFAC HQ ist nicht verlegefähig. 
Zudem stellt es auch ein Special Operations Air Command (SOAC) zur Unterstützung von Luftoperationen für den Einsatz von Spezialkräften bereit.
Vor der Etablierung des Weltraumkommandos der Bundeswehr am 13. Juli 2021 war das Weltraumlagezentrum, zusammen mit dem Nationalen Lage- und Führungszentrum für Sicherheit im Luftraum Teil der Operationszentrale und ebenfalls integraler Bestandteil des seinerzeitigen Zentrums Luftoperationen der Luftwaffe.

## Geschichte
Im Rahmen der Neustrukturierung der Bundeswehr wurde das Zentrum mit Wirkung zum 1. Juli 2013 aufgestellt.
Seit dem 1. Juli 2015 werden im ZentrLuftOp auch die militärische Flugverkehrskontrolle, der Einsatzführungsdienst der Luftwaffe und die Luftwaffenelemente der Streitkräftegemeinsamen Taktischen Feuerunterstützung (STF) im ZentrLuftOp zum neu auszugestaltenden Flugführungsdienst zusammengefasst. Die Aufgaben des aufgelösten Amtes für Flugsicherung der Bundeswehr, die nicht in das Luftfahrtamt der Bundeswehr überführt wurden, wurden seinerzeit im ZentrLuftOp abgebildet. Mit der Neuordnung wurde dem Zentrum Luftoperationen auch der damalige Führungsunterstützungsbereich der Luftwaffe unterstellt.
Am 13. Juli 2021 nahm die Bundeswehr das Weltraumkommando der Bundeswehr („Air and Space Operations Center“), ASOC am Standort in Betrieb. Primäre Aufgabe ist die Überwachung und der Schutz eigener Satelliten sowie die Schadenprevention durch gefährlichen Weltraumschrott. Letztere Aufgabe übernahm bis dahin die europäische Weltraumbehörde ESA. Die Bundeswehr erklärte, das Zentrum diene auch zum Schutz kritischer Kommunikations-Infrastruktur und der eigenen satellitengestützten militärischen Kommunikation.  Im April 2023 wurde das Weltraumkommando der Bundeswehr als eigenständige, streitkräftegemeinsame Dienststelle etabliert und dem Kommando Luftwaffe unterstellt.
Aus dem Gefechtsstand des ZentrLuftOp in Kalkar wurde die Multinationale Luftwaffenübung Air Defender 2023 geführt.
Zum 1. Januar 2025 erfolgte die Umbenennung der Dienststelle von Zentrum Luftoperationen in Air Component Command. Ab dem 1. Februar 2025 wird das Kommando damit umgegliedert, ein Prozess, der im April 2026 abgeschlossen sein soll.

## Unterstellte Verbände/Dienststellen
-  Einsatzführungsbereich 2 (EinsFüBer 2), in Erndtebrück
-  Einsatzführungsbereich 3 (EinsFüBer 3), in Schönewalde
-  Führungsunterstützungszentrum der Luftwaffe (FüUstgZentrLw), in Köln-Wahn
- Zentrum für Simulations- und Navigationsunterstützung Fliegende Waffensysteme der Bundeswehr (ZSimNav) in Büchel
- Luftwaffenunterstützungsgruppe in Kalkar
- Deutscher Anteil (DtA) an  Allied Air Command Ramstein
- Deutscher Anteil (DtA) an  Joint Air Power Competence Centre
- Deutscher Anteil (DtA) am European Air Transport Command in Eindhoven, NLD
- Deutscher Anteil (DtA) an NATO Airborne Early Warning & Control Force Command in Geilenkirchen
- Deutscher Anteil (DtA) an NATO Intelligence, Surveillance, and Reconnaissance Force in Sigonella, ITA
- Deutsche Anteile (DtA) an der NATO/EU-Organisation
- Verbindungsorganisation der Luftwaffe zu Heer und Marine, wie zum Beispiel das Verbindungskommando zum Eurokorps oder zum Marinekommando

## Standort
Das ACC ist in der Von-Seydlitz-Kaserne in Kalkar stationiert.

## Kommandeure
| Nr. | Name                                | von                | bis                |
| --- | ----------------------------------- | ------------------ | ------------------ |
| 1   | Generalleutnant Joachim Wundrak     | 1. Juli 2013       | 24. September 2018 |
| 2   | Generalleutnant Klaus Habersetzer   | 24. September 2018 | 13. Dezember 2021  |
| 3   | Generalleutnant Thorsten Poschwatta | 13. Dezember 2021  |                    |